# Francis Haget
Francis Haget (Sauveterre-de-Béarn, 1º ottobre 1949) è un ex rugbista a 15 francese.

## Biografia
Militante in carriera, tra i club maggiori, all'Agen e al Biarritz, con i primi giunse sino alla finale di Coppa di Francia nel 1975; esordì in Nazionale nel 1974, a Buenos Aires contro l'Argentina, e disputò otto tornei del Cinque Nazioni in due riprese, la prima dal 1976 al 1980 (a eccezione del 1977) e la seconda dal 1984 al 1987, vincendo le ultime due edizioni disputate, una a pari merito con la Scozia e l'altra con il Grande Slam.
Disputò, infine, il suo ultimo incontro internazionale nel corso della Coppa del Mondo di rugby 1987 ad Auckland contro la selezione di Figi.
La sua carriera internazionale, benché caratterizzata da soli 40 test match, è tuttavia la più lunga del rugby francese, intercorrendo tra la sua prima e la sua ultima partita poco meno di 14 anni (13 anni, 11 mesi e 17 giorni).
Attualmente gestisce una boutique di abbigliamento sportivo, concessionaria del marchio Eden Park di Franck Mesnel a Biarritz.